# Bolas criollas

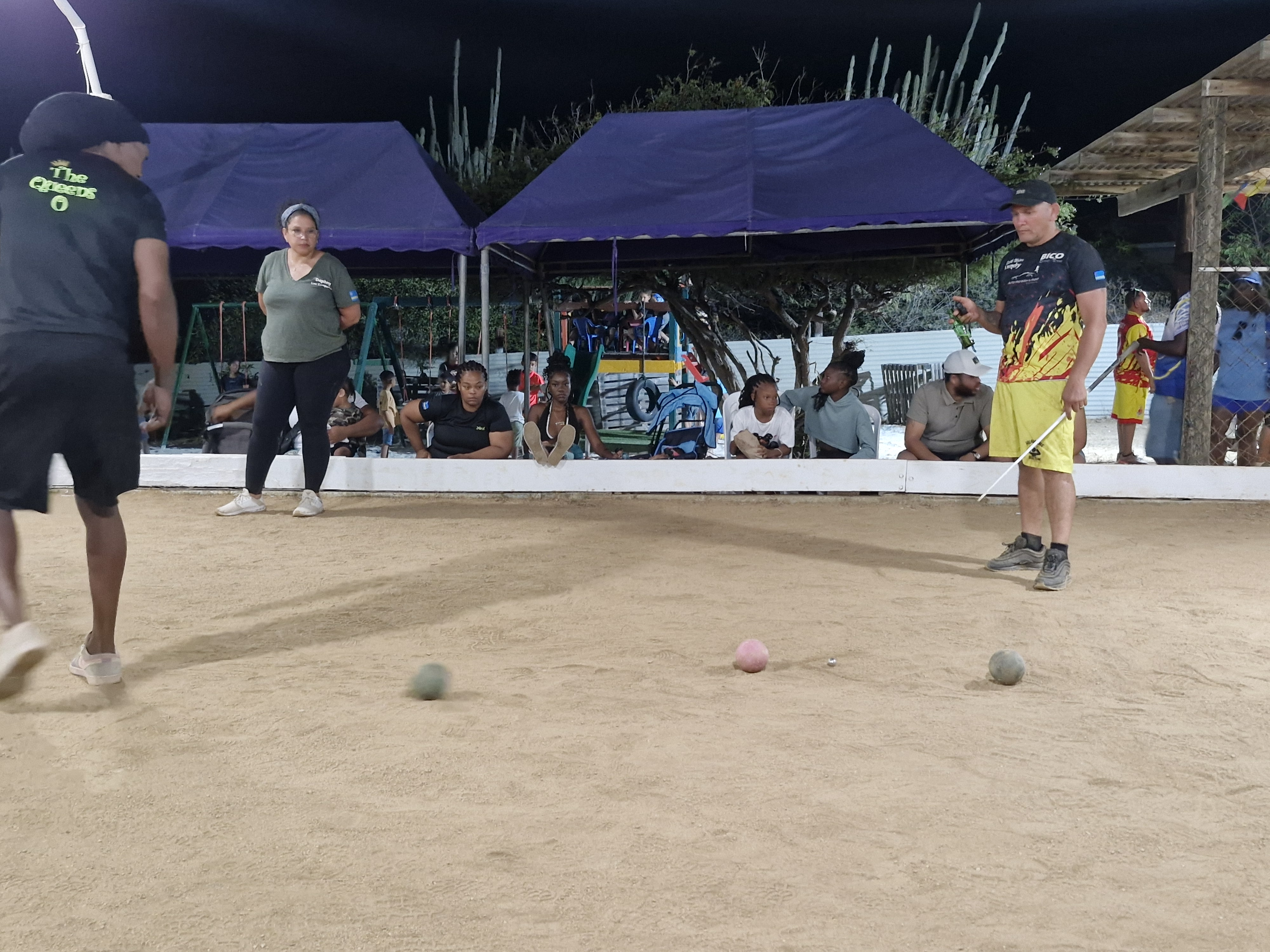
Torneo Internacional de Bolas Criollas de Aruba 2025, Papaya Ranch

Las Bolas criollas son un deporte de equipo tradicional de Venezuela, similar a la petanca y el bocce. Es un deporte muy popular en la Región de Los Llanos y en la mayoría de zonas rurales del país. Se juega en una cancha rectangular de tierra o arena, donde dos equipos intentan colocar sus bolas lo más cerca posible del mingo, una bola más pequeña.

## Historia
Los primeros informes precisos acerca de la llegada de este deporte a Suramérica se refieren a un fraile español, quien lo trae a Venezuela durante la época de la Conquista española. Su popularidad cobra fuerza en la década de 1930, y actualmente se ha propagado a Colombia (principalmente a la ciudad de Cúcuta), a Cuba y a varias islas del Caribe como Aruba, Curazao y Bonaire, países donde se practica por igual en todas las clases sociales.
A partir de 1946 en Venezuela se le da al deporte una dimensión de alcance nacional, con ocasión de los Primeros Juegos Deportivos Nacionales. Se funda la Federación Venezolana de Bolas Criollas, lográndose su organización formal como deporte. Desde entonces ha formado parte de todos los Juegos Deportivos Nacionales. De igual forma se han organizado los Campeonatos Nacionales de Bolas Criollas, que se realizan todos los años entre los meses de agosto y septiembre.

## Reglamentación

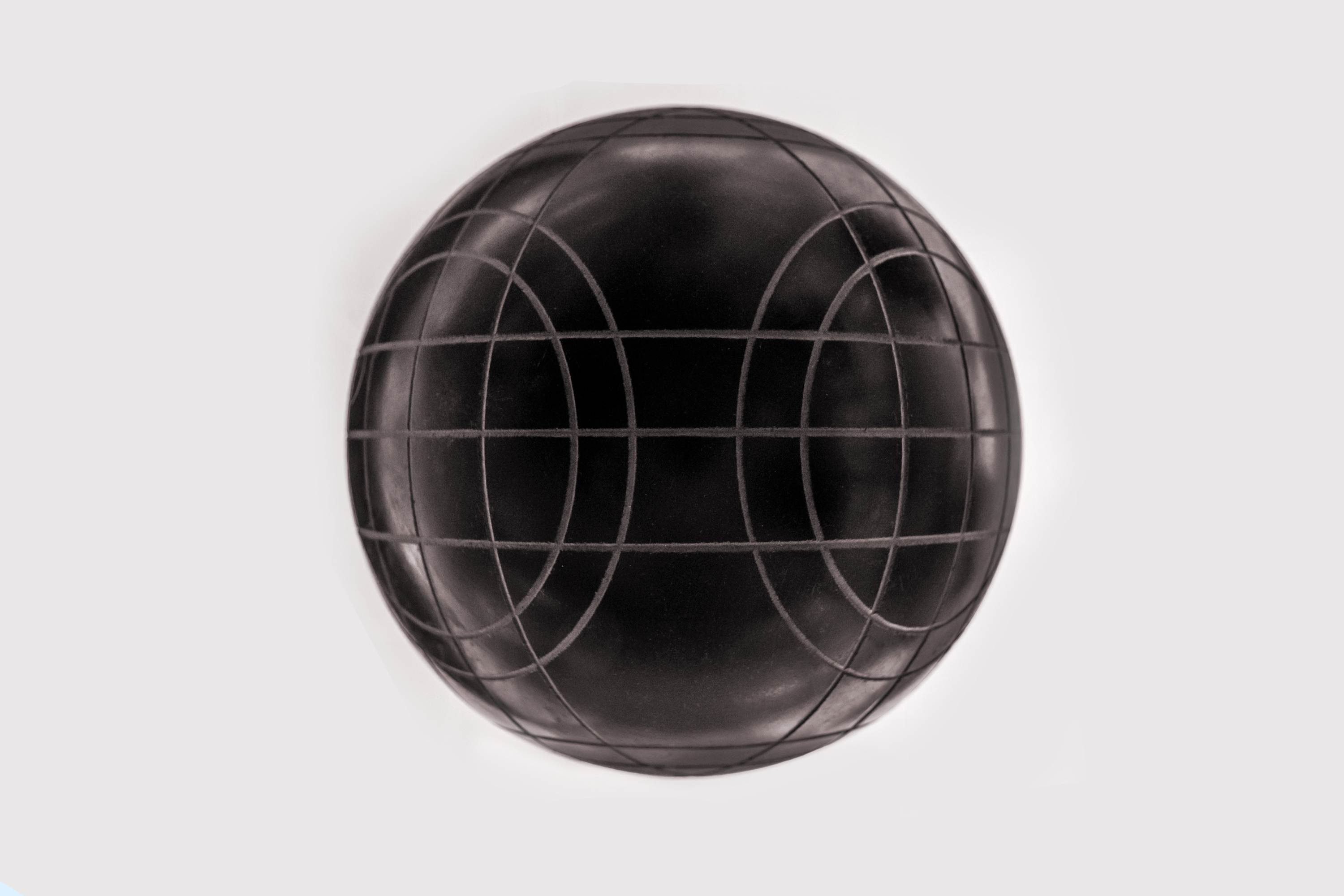
Bola criolla.

Según la reglamentación el juego se practica en una cancha o espacio de disposición rectangular que no tenga desniveles, generalmente en suelos de tierra arcillosa o arena (si bien las características de las canchas varían considerablemente). La cancha debe tener preferiblemente una proporción de 2:3 (la medida ideal sería 20 metros de ancho por 30 de largo) aunque las medidas varían considerablemente de acuerdo a los recintos o espacios donde las mismas estén ubicadas. Las canchas deben poseer una protección perimetral, generalmente de troncos de madera aunque no son poco comunes las de concreto con enchapes de madera de grosor apropiado, adicionalmente un cordel colocado a no más de 20 centímetros de la protección perimetral delimita el área válida de juego.

## Desarrollo del juego
La finalidad del juego consiste en colocar la mayor cantidad de bolas del mismo color cerca de una pequeña pelota no mayor de 5 centímetros de diámetro llamada mingo, la cual ha sido previamente lanzada a una distancia no menor a la mitad de la longitud de la cancha por alguno de los jugadores del equipo que fuese favorecido en sorteo. Un jugador del mismo equipo que lanzó el mingo se encarga de arrimar una bola tratando de llegar lo más cerca posible del mingo. Le siguen un jugador del otro bando que busca mediante arrime de una bola posicionarla más cerca del mingo que la jugada del otro equipo.
Si lo logra le tocará jugar al primer equipo, pero si no, seguirá jugando el segundo hasta colocar una bola más cerca del mingo que la del contrario (caso en el cual volverá la acción de juego al primer equipo) o hasta agotar sus 8 bolas, momento en el que le tocará al contrario jugar todas las bolas que le queden.
Al acabarse las bolas de ambos equipos (tras haber lanzado todos los jugadores) se cuentan las bolas de un mismo color que quedaron dentro de un círculo con centro en el mingo y cuyo radio termina en la primera pelota (la más cercana) del color contrario. Cada set puede entregar de cero a ocho puntos a uno de los equipo.

### Jugadas
Se habla de arrimar cuando se lanza con suavidad y haciendo rodar la bola procurando quedar cerca del mingo al llegar ésta al final de su trayecto. La otra jugada denominada boche es la acción de lanzar con fuerza una bola con la intención de quitar la del oponente que se encuentra más cerca del mingo.
Los boches pueden ser de aire, que como su nombre lo indica es el hecho de lanzar la bola por el aire para caer directamente sobre la opuesta, o puede ser de marrana o rastrero es decir lanzarla a ras del suelo con mucha velocidad para impactar a la bola del contrario. Para ser buen bochador se requiere fuerza, buena puntería y precisión en el tiro.
El juego se torna emocionante cuando un jugador lanza su bola con fuerza, golpeando el mingo, variando de esta forma toda la geometría y el curso del set. Pero si el mingo sale del área delimitada se devuelven todas las bolas de ambos equipos y comienza de nuevo el set.